# Valerius Cordus
Pour les articles homonymes, voir Cordus.
Valerius Cordus, né le 18 février 1515 à Erfurt et mort le 25 septembre 1544 à Rome, est un médecin, chimiste et botaniste allemand. Avec Hieronymus Bock dit Tragus, Otto Brunfels et Leonhart Fuchs, il est considéré comme l’un des pères allemands de la botanique.

## Biographie
Son père, Euricius Cordus, médecin et botaniste également, lui enseigne la botanique qu’il a apprise des botanistes italiens. Cordus obtient son baccalauréat à l’université de Marbourg en 1531. En 1540, il devient la première personne, du moins en Europe, à synthétiser l’éther, un liquide volatil appelé l’huile douce de vitriol, par l’ajout d’acide sulfurique à de l’alcool. Paracelse est quelquefois cité à sa place dans cette découverte. Il semble que Cordus ait appris cette technique de voyageurs portugais revenus d’une des premières expéditions au Moyen-Orient.
En 1543, il entreprend un voyage en Italie mais il contracte la malaria et meurt.
Le tracé de son itinéraire lui fit successivement visiter Venise, Padoue, Pise, Lucques, Livourne, Sienne.
À Venise, il étudia l'ichthyologie de la mer Adriatique, et décrivit, d'une manière exacte, soixante-six espèces de poissons ; le manuscrit de ces descriptions tomba, plus de vingt ans après la mort de l'auteur, entre les mains de Conrad Gessner.
Aucune œuvre ne paraît de son vivant. En 1548, paraît Pharmacorum conficiendorum ratio, publié par le gouvernement de Nuremberg. En 1561, paraît son recueil Annotationes in Pedacii Dioscoridis de Materia medica libros V où il décrit 500 plantes environ. Il ne se contente pas de reproduire les textes anciens mais tente un véritable travail de clarification taxinomique. Ces descriptions, très précises et minutieuses, sont très novatrices pour son temps. C’est Conrad Gessner qui fait paraître son Historia Stirpium et Sylva constitué d’un commentaire de Cordus sur Dioscoride et de notes prises durant ses cours par ses étudiants.
Le genre végétal Cordia de la famille des Boraginacées lui a été dédié.

## Œuvres (liste partielle)
- Dispensatorium sive pharmacorum conficiendorum ratio, édition revue et corrigée par Peter Coudenberghe, Lyon, Cloquemin, 1579